# Piment œil d'oiseau
Le piment œil d'oiseau, ou piment thaï  (thaï : พริกขี้หนู ; litt. piment crotte de souris) est un piment, un cultivar de l'espèce Capsicum annuum, présent en Asie du Sud-Est. Il est parfois confondu avec un piment semblable de l'espèce Capsicum frutescens, le cultivar 'siling labuyo'. Ce piment est également présent en Inde, dans le Meghalaya, l'Assam et le Kerala, on le retrouve d'ailleurs dans de nombreux plats de la cuisine du Kerala. On trouve aussi ce cultivar dans des zones rurales du Sri Lanka, où il se substitue parfois au piment vert.
Il est utilisé dans les gastronomies de Thaïlande, Laos, Cambodge, Indonésie et Vietnam.

## Description

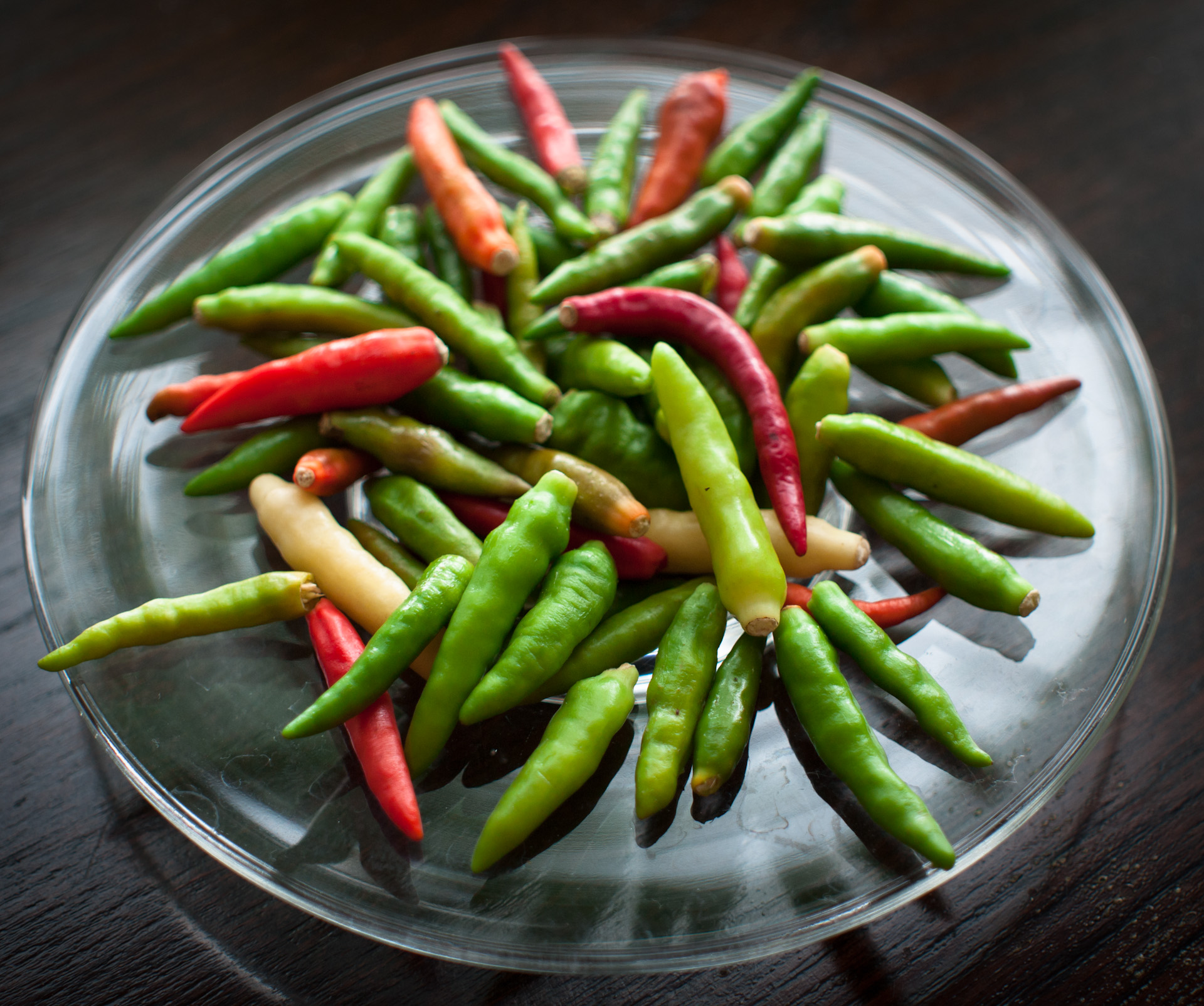
Piments œil d'oiseau de différentes couleurs.

Le piment œil d'oiseau est petit et piquant, autour de 100 000-225 000 sur l'échelle de Scoville, c'est-à-dire moins fort qu'un piment habanero mais bien plus qu'un jalapeño.

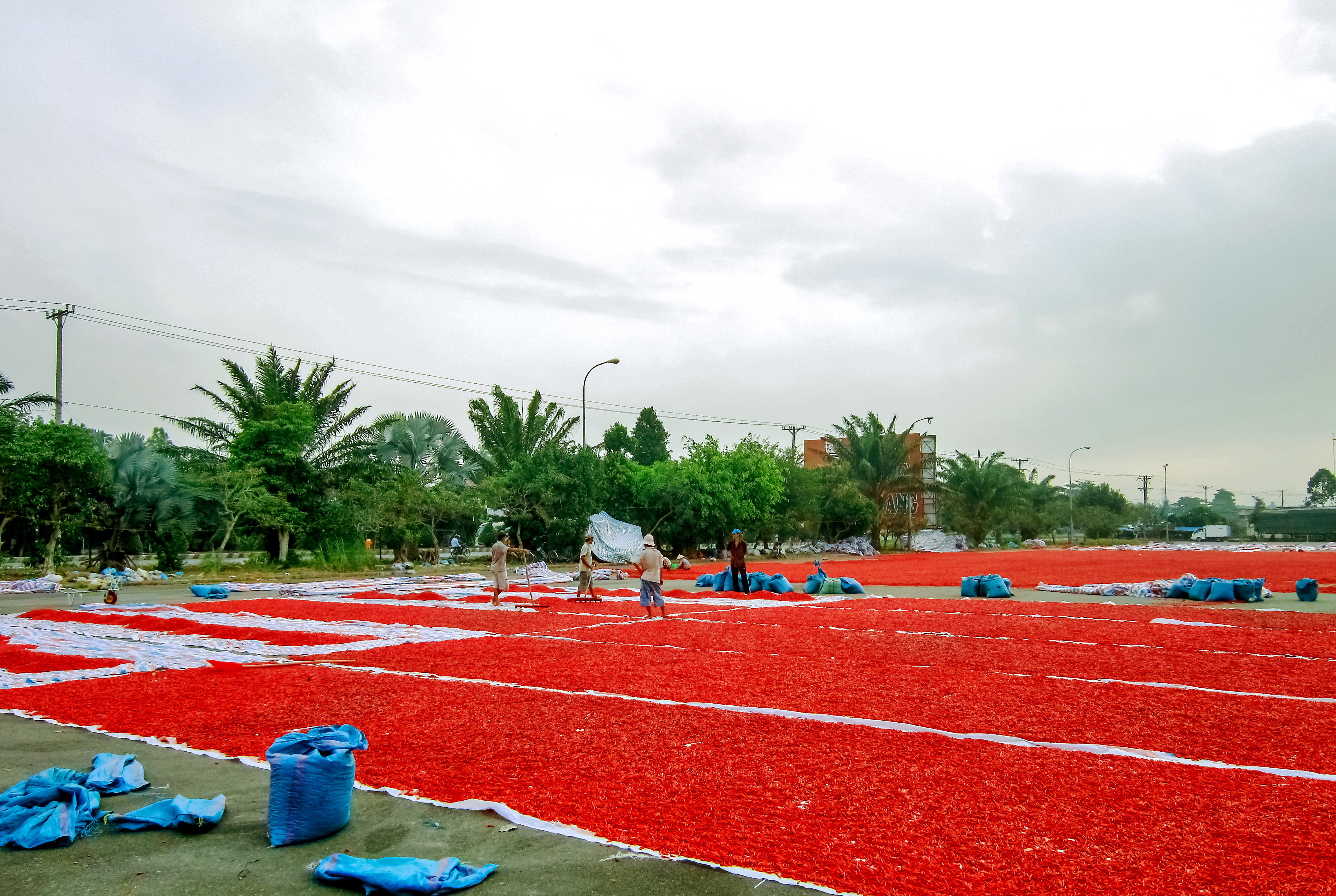
Séchage de piments au Vietnam.

### Caractéristiques de la plante[2]
- Hauteur de la plante : jusqu'à 2 m
- Couleur de la tige : vert
- Couleur de la feuille : vert
- Taille de la feuille : 3-8 cm sur 2-4 cm
- Couleur du fruit à maturité : vert, orange, ou rouge
- Forme du fruit : conique
- Longueur du fruit : 2-3 cm
- Poids du fruit : 2-3 g
- Graines par fruit : 10-20

## Origines
Tous les piments du monde trouvent leurs origines au Mexique, en Amérique centrale, et en Amérique du Sud. Ils sont ensuite exportés et diffusés par les Espagnols et les Portugais, en même temps que le maïs, la tomate et l'ananas, au travers de ce qu'on appelle aujourd'hui l'échange colombien. Les variétés de piments que l'on trouve aujourd'hui en Asie du Sud-Est furent importées par les colons et les marchands espagnols et portugais aux XVIe et XVIIe siècles,.